# ビギニングス (アンブローズ・スレイドのアルバム)
『ビギニングス』（Beginnings）は、イギリスのロックバンド、アンブローズ・スレイドの1作目のスタジオ・アルバムで、スレイドの事実上のデビュー・アルバム。1969年5月9日にフォンタナ・レコードより発売されたが、全英アルバムチャートにランクインすることはなかった。 アメリカでは、『Ballzy』というタイトルで発売された。1975年後半にコントア・レコードから「Beginnings of Slade」というタイトルに改題されて再発売されたが、権利上の問題によりすぐに回収された。 
本作は、自作の楽曲とステッペンウルフなど他のアーティストの楽曲のカバーバージョンが収録されている。 アルバムのアートワークには、ウォルソールのプークヒルで撮影された写真が使用された。

## 背景・リリース
スレイドは、1966年にイン・ビトゥイーンズ（英語: The N' Betweens）という名前で結成された。 バンドは、シングルのレコーディングや、イギリスでのライブで評判を集めることに集中していた。1969年2月にフィリップス・レコードのA&Rの責任者であるジャック・ババーストック (Jack Baverstock) は、1968年にプロデューサーのマーティン・アーヴィングとのセッションで録音された2曲のデモ音源を聞いた後、バンドとの契約に興味を示した。バンドは契約に同意し、バンド名をババーストックが提案したアンブローズ・スレイド（英語: Ambrose Slade）に改名した。アンブローズ・スレイドという名前は、ハンドバッグをAmbrose、靴をSladeと名付けていたババーストックの秘書に触発されて名付けられた。ババーストックは、間もなくしてエージェントとしてジョン・ガネルを雇用した。 
バンドは、1週間にわたってエンジニアのロジャー・ウェイクと共に、フィリップス・スタジオで『ビギニングス』のレコーディングを行った。 ババーストックは「マッド・ドッグ・コール」のデモ音源を気に入ったため、バンドに対して自作曲をより多く書くことを主張した。それから数日のうちに、自作曲の「ローチ・ダディ」、「ピティ・ザ・マザー」、「ジェネシス」の3曲を書いた。しかし、制作された自作曲の数はアルバムには足りず、残り8曲はバンドが定期的にライブで演奏していた8曲のカバーが収録された。 
アルバムのレコーディング中に、アンブローズ・スレイドは、スタジオを訪れたチャス・チャンドラーを紹介された。スタジオで演奏を聴いたチャンドラーは、翌日の夜にラスプーチンのクラブで開催されたバンドのライブを見て、バンドのマネージャーになることを決心し、バンドと契約を結んだ。 
1969年5月に、シングル盤『ジェネシス』と共に『ビギニングス』が発売され、ロンドンのユーストン駅でプロモーション・ビデオの撮影も行ったが、いずれもチャートインすることはなかった。バンドとチャンドラーは、チャートインすることを目標に、次の戦略を練ることにした。チャンドラーは本作の仕上がりに満足しておらず、自作曲を増やしてバンドのイメージを変えることがバンドの成功に繋がると考えた。 バンドは、チャンドラーがポリドール・レコードと契約するまで、フォンタナ・レコードから2作のシングルを発売し、その後1971年にブレイクした。   

## 収録曲
| #  | タイトル                                                                       | 作詞・作曲                                                                                     | 時間 |
| -- | ------------------------------------------------------------------------------ | ---------------------------------------------------------------------------------------------- | ---- |
| 1. | 「ジェネシス」(Genesis)                                                        | デイヴ・ヒル （ 英語版 ） ノディ・ホルダー ジム・リー （ 英語版 ） ドン・パウエル （ 英語版 ） | 3:16 |
| 2. | 「エブリバディズ・ネクスト・ワン」(Everybody's Next One)                       | ジョン・ケイ （ 英語版 ） ガブリエル・メックラー （ 英語版 ）                                  | 2:45 |
| 3. | 「ノッキング・ネイルズ・イントゥ・マイ・ハウス」(Knocking Nails Into My House) | ジェフ・リン                                                                                   | 2:24 |
| 4. | 「ローチ・ダディ」(Roach Daddy)                                                | デイヴ・ヒル ノディ・ホルダー ジム・リー ドン・パウエル                                        | 3:03 |
| 5. | 「エイント・ガット・ノー・ハート」(Ain't Got No Heart)                         | フランク・ザッパ                                                                               | 2:37 |
| 6. | 「ピティ・ザ・マザー」(Pity the Mother)                                        | ノディ・ホルダー ジム・リー                                                                    | 3:57 |

| #         | タイトル                                                                                  | 作詞・作曲                                              | 時間  |
| --------- | ----------------------------------------------------------------------------------------- | ------------------------------------------------------- | ----- |
| 7.        | 「マッド・ドッグ・コール」(Mad Dog Cole)                                                  | デイヴ・ヒル ノディ・ホルダー ジム・リー ドン・パウエル | 2:42  |
| 8.        | 「フライ・ミー・ハイ」(Fly Me High)                                                       | ジャスティン・ヘイワード                                | 2:56  |
| 9.        | 「イフ・ジス・ワールド・ワー・マイン・ディド」(If This World Were Mine)                   | マーヴィン・ゲイ                                        | 3:16  |
| 10.       | 「マーサ・マイ・ディア」(Martha My Dear)                                                  | レノン＝マッカートニー                                  | 2:19  |
| 11.       | 「ボーン・トゥ・ビー・ワイルド」(Born To Be Wild)                                         | マーズ・ボンファイヤー                                  | 3:24  |
| 12.       | 「ジャーニー・トゥ・ザ・センター・オブ・ザ・マインド」(Journey To The Center Of The Mind) | テッド・ニュージェント スティーヴ・ファーマー           | 2:46  |
| 合計時間: | 合計時間:                                                                                 | 合計時間:                                               | 35:25 |

| #         | タイトル                                                           | 作詞                                  | 作曲・編曲                            | 時間 |
| --------- | ------------------------------------------------------------------ | ------------------------------------- | ------------------------------------- | ---- |
| 13.       | 「ワイルド・ウィンズ・アー・ブローイング」(Wild Winds Are Blowing) | ボブ・セイカー ジャック・ウィンスリー | ボブ・セイカー ジャック・ウィンスリー | 2:39 |
| 14.       | 「カモン・カモン」(C'Mon C'Mon)                                    | ノディ・ホルダー                      | ノディ・ホルダー                      | 2:38 |
| 合計時間: | 合計時間:                                                          | 40:24                                 |                                       |      |

## 再発盤『Beginnings of Slade』収録曲
| #         | タイトル                                                                                  | 作詞  | 作曲・編曲 | 時間 |
| --------- | ----------------------------------------------------------------------------------------- | ----- | ---------- | ---- |
| 1.        | 「ボーン・トゥ・ビー・ワイルド」(Born To Be Wild)                                         |       |            | 3:24 |
| 2.        | 「ジェネシス」(Genesis)                                                                   |       |            | 3:16 |
| 3.        | 「マーサ・マイ・ディア」(Martha My Dear)                                                  |       |            | 2:19 |
| 4.        | 「エイント・ガット・ノー・ハート」(Ain't Got No Heart)                                    |       |            | 2:37 |
| 5.        | 「ローチ・ダディ」(Roach Daddy)                                                           |       |            | 3:03 |
| 6.        | 「エブリバディズ・ネクスト・ワン」(Everybody's Next One)                                  |       |            | 2:45 |
| 7.        | 「フライ・ミー・ハイ」(Fly Me High)                                                       |       |            | 2:56 |
| 8.        | 「イフ・ジス・ワールド・ワー・マイン・ディド」(If This World Were Mine)                   |       |            | 3:16 |
| 9.        | 「ピティ・ザ・マザー」(Pity The Mother)                                                   |       |            | 3:57 |
| 10.       | 「ノッキング・ネイルズ・イントゥ・マイ・ハウス」(Knocking Nails Into My House)            |       |            | 2:24 |
| 11.       | 「マッド・ドッグ・コール」(Mad Dog Cole)                                                  |       |            | 2:42 |
| 12.       | 「ジャーニー・トゥ・ザ・センター・オブ・ザ・マインド」(Journey To The Center Of The Mind) |       |            | 2:46 |
| 合計時間: | 合計時間:                                                                                 | 35:25 |            |      |

## 曲の解説
「ジェネシス」は、メンバー全員で書いた自作のインストゥルメンタル 。後に歌詞が加えられたものが1970年に発売されたアルバム『プレイ・イット・ラウド』に「ノウ・フー・ユー・アー」というタイトルで収録された。   
「エブリバディズ・ネクスト・ワン」は、1968年に発売されたステッペンウルフの楽曲のカバー。   
「ノッキング・ネイルズ・イントゥ・マイ・ハウス」は、1968年に発売されたアイドル・レースの楽曲のカバー。   
「ローチ・ダディ」もメンバー全員で書いた楽曲で、アルバム発売直後に発売されたシングル盤『ジェネシス』のB面にも収録された。   
「エイント・ガット・ノー・ハート」は、1966年に発売されたマザーズ・オブ・インヴェンションの楽曲のカバー。
「ピティ・ザ・マザー」は、初めてホルダーとリーの2人で書かれた楽曲で、以後スレイドの多くの楽曲はこの2人によって書かれている。 この楽曲では、リーが演奏するエレクトリック・ヴァイオリンがフィーチャーされている。1980年にリーは「レコーディングの前日にノディの実家のキッチンで書いた。ルイーズ（リーの妻）が僕とノディが曲を書くのを手伝ってくれた。」と振り返っている。 
「マッド・ドッグ・コール」は、「ジェネシス」と同様に自作のインストゥルメンタルで、制作時には「My Cat's Got Fleas」というタイトルが付けられていた。    
「フライ・ミー・ハイ」は、1967年に発売されたムーディー・ブルースの楽曲のカバー。    
「イフ・ジス・ワールド・ワー・マイン・ディド」は、1967年に発売されたマーヴィン・ゲイとタミー・テレルのデュエット曲のカバー。   
「マーサ・マイ・ディア」は、1968年に発売されたビートルズの楽曲のカバーで、リーはヴァイオリンを演奏。1969年にシングル盤『ワイルド・ウィンズ・アー・ブローイング』のプロモーションで出演したBBCの子供向け番組『Monster Music Mash』でこの曲を演奏した。   
「ボーン・トゥ・ビー・ワイルド」は、ステッペンウルフの楽曲のカバーで、 1972年に発売されたライブ・アルバム『Slade Alive』にライブ音源が収録された。 
「ジャーニー・トゥ・ザ・センター・オブ・ザ・マインド」は、1968年に発売されたアンボイ・デュークスの楽曲のカバー。

## クレジット
アンブローズ・スレイド
- ノディ・ホルダー- リード・ボーカル、リズムギター、プロデューサー
- デイヴ・ヒル - リードギター、プロデューサー
- ジム・リー - ベース、ヴァイオリン、プロデューサー
- ドン・パウエル - ドラム、プロデューサー

スタッフ
- ロジャー・ウェイク - プロデューサー、レコーディング・エンジニア
- リチャード・スターリン - 写真家
- リンダ・グローバー - アートワーク